# Срце, руке и лопата - Best of 2
Срце, руке и лопата — Best of 2: Највећи Хитови је други компилацијски албум рок групе Забрањено пушење. Објавила га је 1998. године музичка издавачка кућа ТЛН-Еуропа.

## Списак песама
Референца: Discogs
| №               | Назив                                                          | Албум                              | Трајање |  |
| 1.              | Нећу да будем Швабо у дотираном филму                          | Дас ист Валтер, 1984.              | 2:30    |  |
| 2.              | Абид                                                           | Дас ист Валтер                     | 3:40    |  |
| 3.              | Док чекаш сабах са шејтаном                                    | Док чекаш сабах са шејтаном, 1985. | 4:43    |  |
| 4.              | Недјеља кад је отишо Хасе                                      | Док чекаш сабах са шејтаном        | 4:07    |  |
| 5.              | Срце, руке и лопата                                            | Поздрав из земље Сафари, 1987.     | 4:36    |  |
| 6.              | Дан Републике                                                  | Поздрав из земље Сафари            | 3:42    |  |
| 7.              | Манијак                                                        | Поздрав из земље Сафари            | 3:10    |  |
| 8.              | Мурга Дрот                                                     | Поздрав из земље Сафари            | 4:12    |  |
| 9.              | Пикола сториа ди гранде аморе (Piccola Storia Di Grande Amore) | Мале приче о великој љубави, 1989. | 5:01    |  |
| 10.             | 12 сати                                                        | Мале приче о великој љубави        | 3:54    |  |
| 11.             | Пишоња и Жуга у паклу дроге                                    | Мале приче о великој љубави        | 5:17    |  |
| 12.             | Јави ми                                                        | Мале приче о великој љубави        | 3:46    |  |
| Укупно трајање: | Укупно трајање:                                                | Укупно трајање:                    | 48:38   |  |

## Сарадници
Пренето са омота албума.
Продукција
- Давор Сучић — продукција
- Мустафа Ченгић — продукција
- Махмут „Паша” Феровић — продукција
- Свен Рустемпашић — продукција

Дизајн
- Зенит Ђозић — дизајн, фотографија
- Срђан Велимировић — дизајн, фотографија